# Station La Gleize
Station La Gleize is een voormalig spoorwegstation langs spoorlijn 42 in La Gleize, een deelgemeente van de gemeente Stoumont.
Het station werd geopend in 1890, bij de opening van de spoorlijn. De vallei van de Amblève is relatief smal hier. De doorgaande weg in de Amblève-vallei verlaat de rivier hier om hogerop via La Gleize en Stoumont te lopen, maar voor de aanleg van de spoorweg werd ervoor gekozen om de vallei te volgen. Hierdoor was de aanleg van verschillende tunnels noodzakelijk. Naast het korte tunneltje van La Gleize direct ten westen van het station liggen ten westen van station La Gleize een drietal tunnels en twee viaducten: die van Cheneux (250m), Xhierfomont (127m) en Targnon (279m, onder het gelijknamige gehucht). Tussen de tunnels van La Gleize en Cheneux loopt de spoorweg over een 130 meter lang viaduct over de vallei van Amblève. Tussen de tunnels van Xhierfomont en Targnon ligt het viaduct van Targnon.

## De twee stations van Stoumont
Het station van La Gleize ligt ongeveer tussen de dorpen La Gleize en Stoumont. Het station ligt dichter bij de dorpskern van Stoumont dan het station Stoumont (bij het gehucht Targnon): in rechte lijn maar anderhalve kilometer (dezelfde afstand als tot La Gleize). Het station van La Gleize was bij de bouw van de spoorweg vanuit Stoumont via een verharde weg echter enkel langs La Gleize te bereiken waardoor de afstand al snel vijf kilometer bedroeg vanuit Stoumont. Daarom kreeg het station bij Targnon de naam "Stoumont", ook al lag dit in rechte lijn bijna dubbel zo ver van de dorpskern als het station van La Gleize.

## Sluiting
Op 1 september 1968 werd de goederenkoer gesloten en op 3 juni 1984 werd ook het reizigersvervoer gestaakt.

## Aantal instappende reizigers
De grafiek en tabel geven het gemiddeld aantal instappende reizigers weer op een week-, zater- en zondag.
| Tabel: aantal instappende reizigers station La Gleize | Tabel: aantal instappende reizigers station La Gleize | Tabel: aantal instappende reizigers station La Gleize | Tabel: aantal instappende reizigers station La Gleize |
|                                                       | Weekdag                                               | Zaterdag                                              | Zondag                                                |
| ----------------------------------------------------- | ----------------------------------------------------- | ----------------------------------------------------- | ----------------------------------------------------- |
| 1977                                                  | 6                                                     | 1                                                     | 2                                                     |
| 1978                                                  | 4                                                     | 1                                                     | 0                                                     |
| 1979                                                  | 5                                                     | 4                                                     | 2                                                     |
| 1980                                                  | 5                                                     | 0                                                     | 0                                                     |
| 1981                                                  | 6                                                     | 1                                                     | 0                                                     |
| 1982                                                  | 4                                                     | 1                                                     | 1                                                     |
| 1983                                                  | 8                                                     | 1                                                     | 1                                                     |

0,0: Rivage ·
0,9: Liotte ·
5,7: Martinrive ·
8,2: Aywaille ·
11,4: Remouchamps ·
13,4: Nonceveux ·
17,0: Quarreux ·
19,0: Lorcé-Chevron ·
21,4: Stoumont ·
27,4: La Gleize ·
30,4: Roanne-Coo ·
32,6: Coo ·
34,8: Trois-Ponts ·
40,7: Grand-Halleux ·
45,7: Rencheux ·
46,7: Vielsalm ·
48,3: Salmchâteau ·
51,4: Cierreux ·
54,2: Bovigny ·
58,1: Gouvy